# Junonia

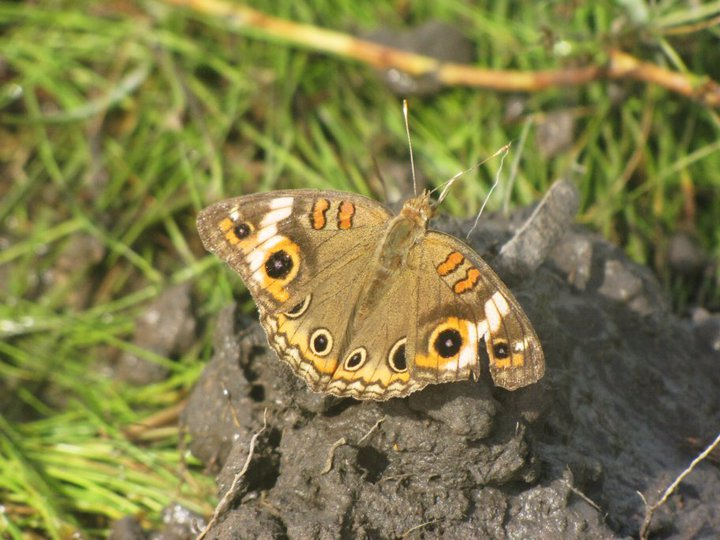
Junonia evarete del Parque nacional Aguaro-Guriquito, estado Guárico, Venezuela.

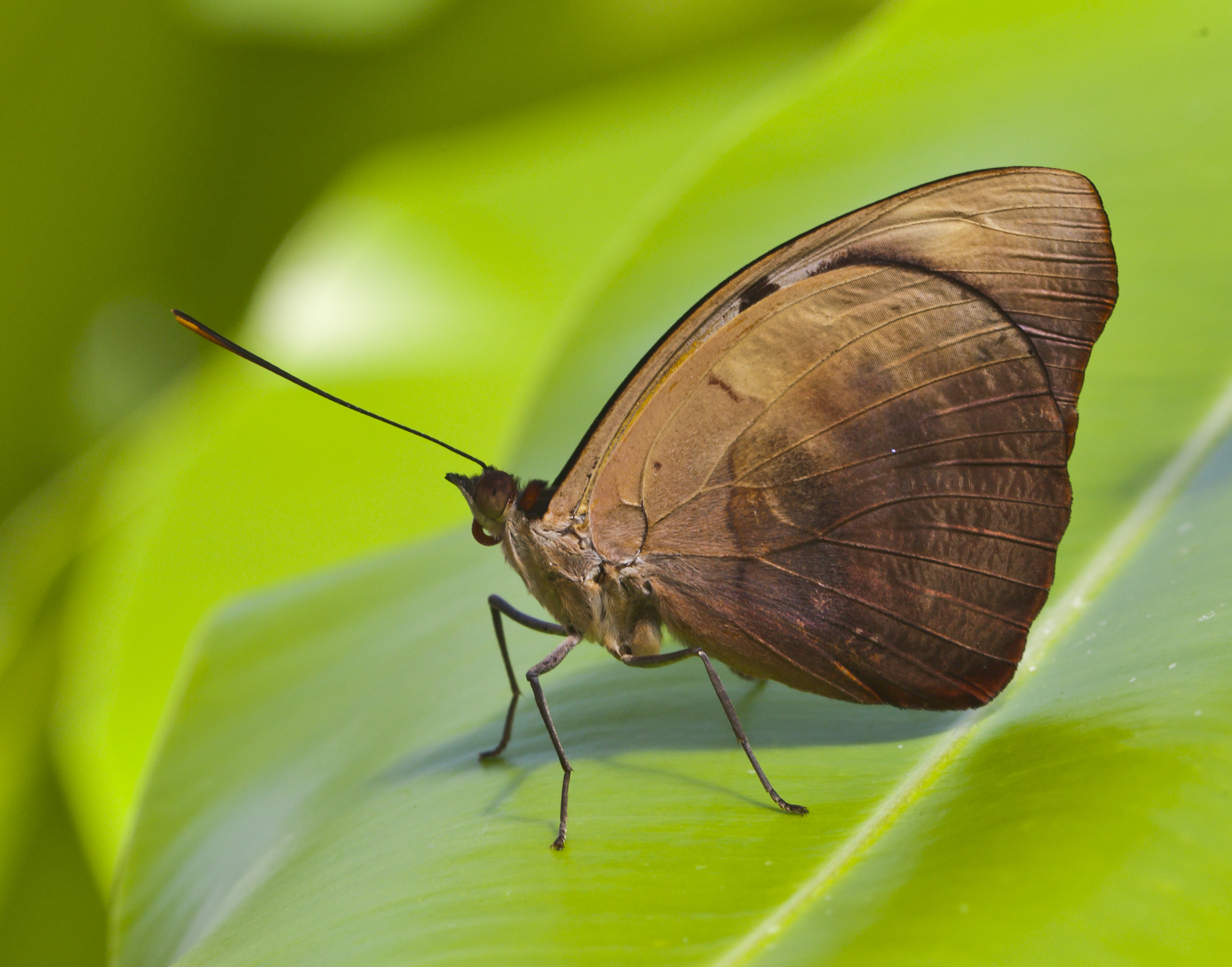
Ejemplar de Junonia iphita.

Junonia es un género de lepidópteros de la subfamilia Nymphalinae, familia Nymphalidae que se encuentra en todos los continentes excepto la Antártida. Varias especies son conocidas por ser migratorias: Junonia coenia, Junonia villida, Junonia orithya.
Las plantas nutricias pertenecen a las familias Verbenaceae, Plantaginaceae, Scrophulariaceae, Lamiaceae y también algunas familias relacionadas con estas.

## Especies
Se conocen entre 30 y 35 especies:
- Junonia adulatrix (Fruhstorfer, 1903)
- Junonia africana (Richelmann, 1913)
- Junonia almana (Linnaeus, 1758)
- Junonia ansorgei (Rothschild, 1899)
- Junonia artaxia (Hewitson, 1864)
- Junonia atlites (Linnaeus, 1763)
- Junonia chorimene (Guérin-Méneville, 1844)
- Junonia coenia Hübner, [1822] – (Common) Buckeye
  - J. c. bergi
- Junonia cytora Doubleday, 1847 (anteriormente Salamis cytora)
- Junonia cymodoce (Cramer, 1777)
- Junonia erigone (Cramer, [1775])
- Junonia evarete (Cramer, [1779])
- Junonia genoveva (Cramer, [1780])
- Junonia goudoti (Boisduval, 1833)
- Junonia gregorii Butler, 1896
- Junonia hadrope Doubleday, [1847]
- Junonia hedonia (Linnaeus, 1764)
- Junonia hierta (Fabricius, 1798)
- Junonia intermedia (C. & R. Felder, [1867])
- Junonia iphita (Cramer, [1779])
- Junonia lemonias (Linnaeus, 1758)
- Junonia natalica (Felder, 1860)
- Junonia oenone (Linnaeus, 1758)
- Junonia orithya (Linnaeus, 1758)
- Junonia rhadama (Boisduval, 1833)
- Junonia schmiedeli (Fiedler, 1920)
- Junonia sophia (Fabricius, 1793)
- Junonia stygia (Aurivillius, 1894)
- Junonia terea (Druce, 1773)
- Junonia timorensis Wallace, 1869
- Junonia touhilimasa Vuillot, 1892
- Junonia tugela (Trimen, 1879)
- Junonia vestina C. & R. Felder, 1867
- Junonia villida (Fabricius, 1787)
- Junonia westermanni Westwood, 1870